# Michele Canini
Michele Canini (Brescia, 5 juni 1985) is een Italiaans voormalig voetballer die als verdediger speelde.

## Carrière
Canini begon zijn carrière in 2004 bij Atalanta Bergamo. Hij tekende in 2005 bij Cagliari Calcio in de Serie A. In 7 jaar speelde hij er 176 competitiewedstrijden en scoorde 2 goals. Hierna kwam hij uit voor Genoa CFC en Chievo Verona. Canini beëindigde zijn spelersloopbaan in 2019.